# Вулиця Галицька (Тернопіль)
Вулиця Галицька — одна з вулиць міста Тернополя.

## Відомості
Розпочинається від кільцевої розв'язки з залізничним тунелем, вулицями Бродівською, Збаразькою та Вояків дивізії «Галичина», пролягає на схід та продовжується вулицею Квітовою біля АТП 16127. Оскільки певні будинки вулиці Галицької не мають прямого зв'язку з вулицею, заїзди до них є також зі сторони проспекту Злуки та вулиці Євгена Коновальця.

## Дотичні вулиці
Лівобічні: пров. Галицький
Правобічні: Миколи Лисенка, Весела

## Комерція
- Продуктовий магазин «Щедрик» (Галицька, 18)

## Інфраструктура
- Каналізаційна насосна станція №7 (Галицька, 11)
- ПАТ «Тернопільське АТП 16127» (Галицька, 25)
- АГНКС Метан (Галицька, 38)

## Освіта
- Тернопільське вище професійне училище № 4 імені Михайла Паращука (Галицька, 29)